# رسته‌های رزمی (بازی ویدئویی)
رسته‌های رزمی (Combat Arms) یک بازی ویدئویی چندبازیکنه رایگان در سبک تیراندازی اول شخص است.
تولیدکننده آن «دوبیک استودیوز» مستقر در کره جنوبی و منتشرکننده آن نکسون است.
رسته‌های رزمی، نخست تنها در ایالات متحده در دسترس بود اما از ژانویه ۲۰۰۹ سِرورهای بازی در اروپا نیز دسترسی به آن در این قاره را ممکن کرده‌اند.